# Bazén Girstutis
Bazén Girstutis či Plavecké centrum Girstutis, litevsky Girstučio baseinas či Girstučio plaukimo centras, je komplex krytých bazénů, saun, vířivek a vodních skluzavek. Nachází se v městském seniorátu Gričiupis (Gričiupio seniūnija) města Kaunas v jižní Litvě. Geograficky se také nachází ve Středolitevské nížině a Kaunaském kraji.

## Další informace
Bazén Girstutis se nachází v Kulturním a sportovním centru Girstutis (Girstučio kultūros ir sporto centras) a byl postaven v roce 2013. Bazén délky 50 m splňuje mezinárodní standardy vodních sportů a soutěží. Sportovní aktivity zabírají asi 30% provozní doby bazénu a zbytek je určen široké veřejnosti. V komplexu se také nachází bar, tělocvična a je nabízena také možnost masáží.

## Galerie

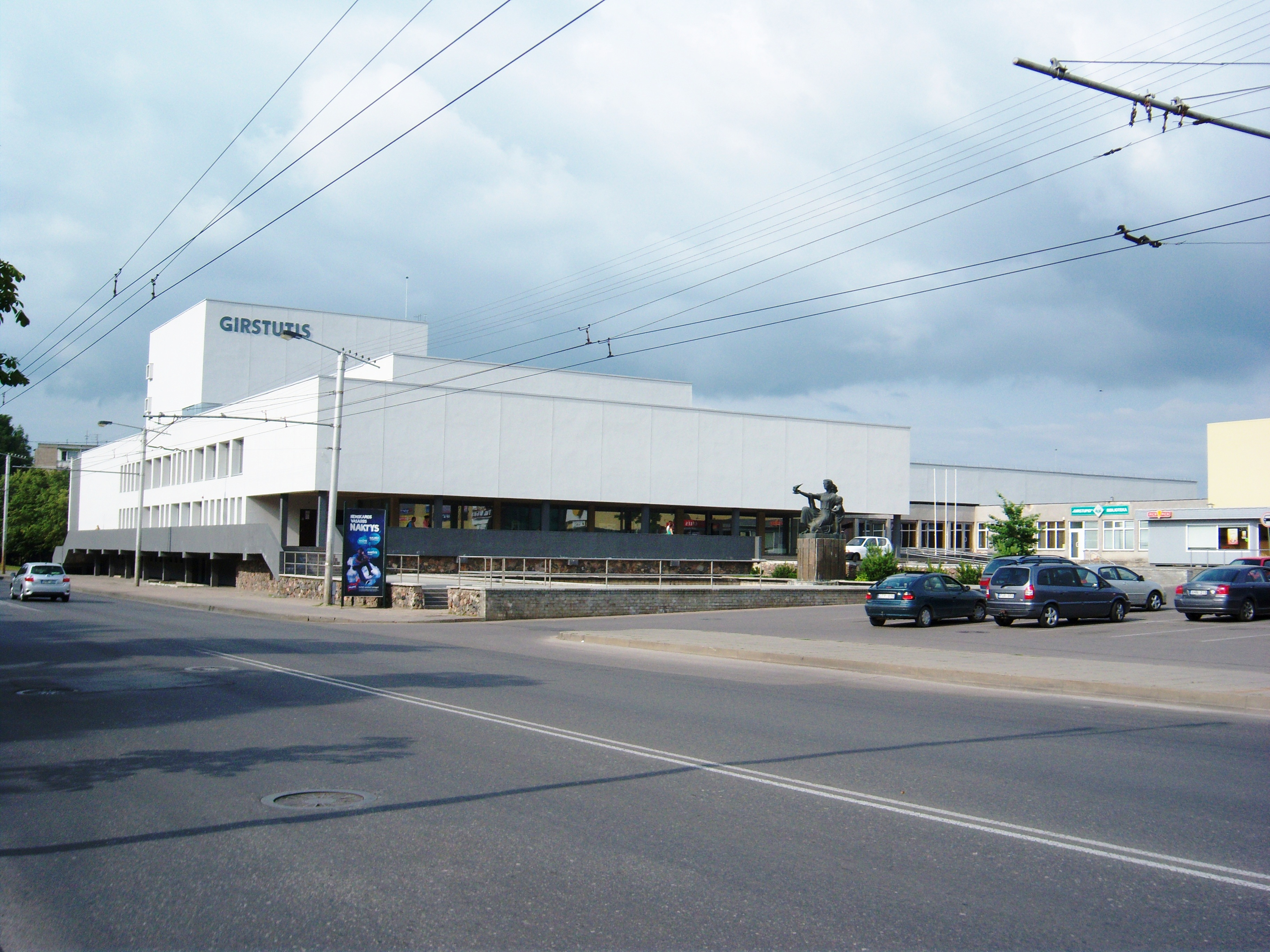
Exteriér budovy
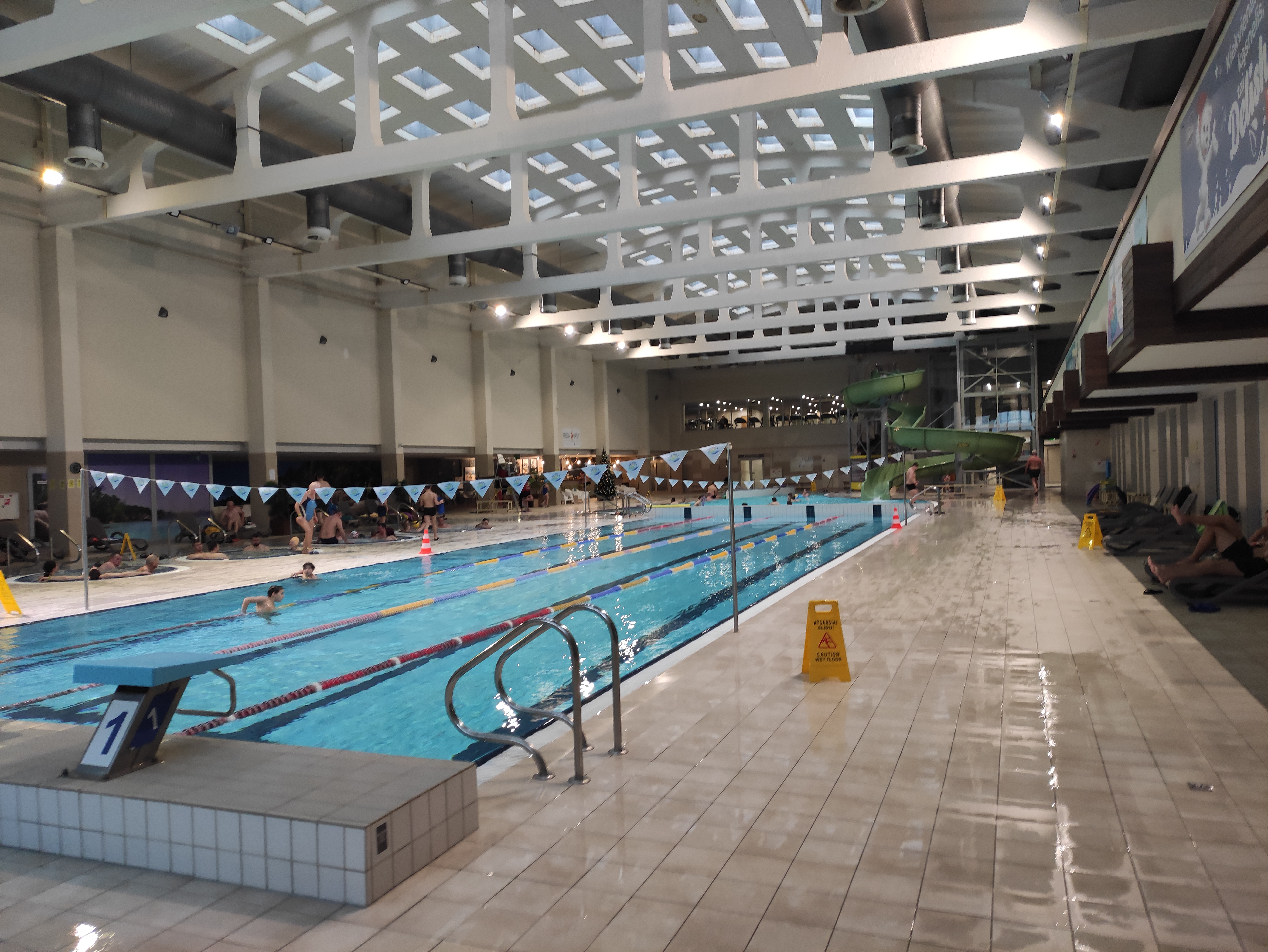
Interiér budovy
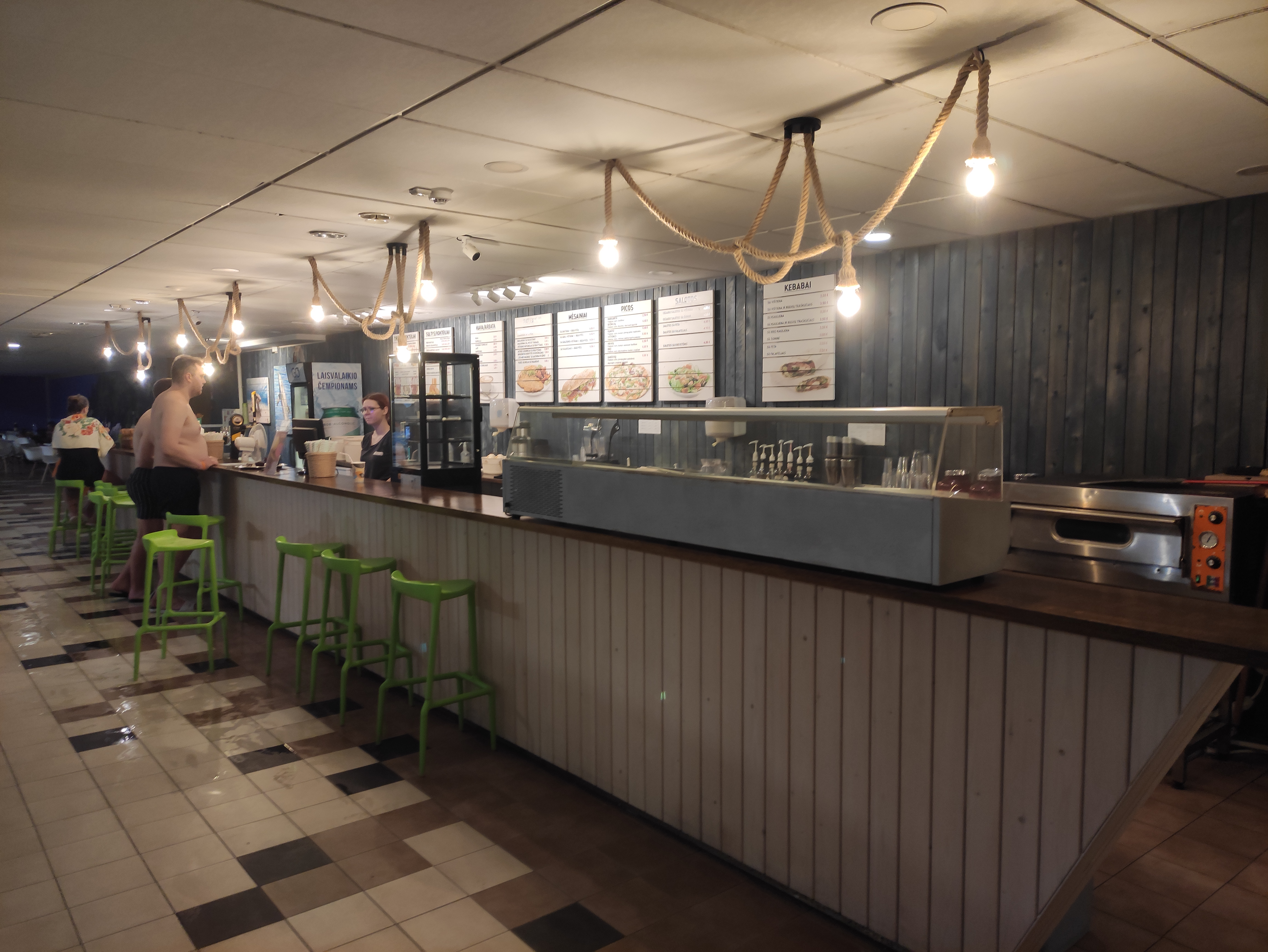
Interiér budovy
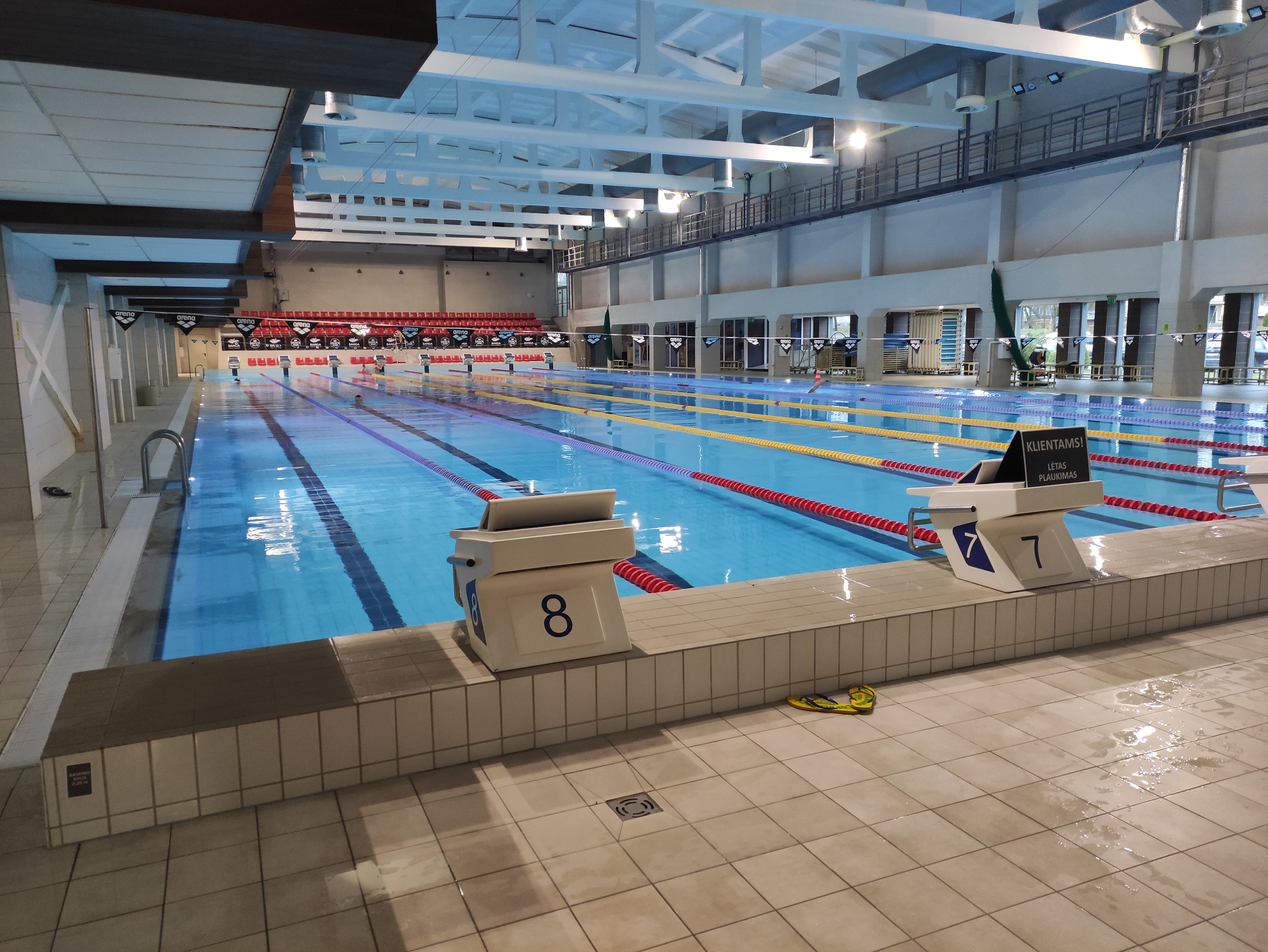
Interiér budovy